# Allobaccha picta
Allobaccha picta är en tvåvingeart som först beskrevs av Christian Rudolph Wilhelm Wiedemann 1830.  Allobaccha picta ingår i släktet Allobaccha och familjen blomflugor. Inga underarter finns listade i Catalogue of Life.